# Кизилський кожуун
Кизилський кожуун (тив.: Кызыл кожуун) — район республіки Тива Російської Федерації. Центр — селище Каа-Хем. Кожуун розташований у центрі республіки Тива.

## Географічне становище
Кизилський кожуун утворений 21 лютого 1975 року з 9 сільських поселень (сумонів):
- Баян-Кол
- Кара-Хаак
- Сукпак
- Терлиг-Хая
- Усть-Елегест
- Чербі
- Шамбалиг
- Еербек
- Цілинне
- Каа-Хем (селище міського типу)

Чисельність населення станом на 2009 р — 24344 чол., у 2015 році — 29777 чол. Відстань від центру кожууна до столиці Тиви — міста Кизила — 10 км. Кизилський кожуун межує з Улуг-Хемським кожууном на заході, Тоджинським на північному сході, Пій-Хемським на північному заході та півночі. На сході та півдні — Каа-Хемським та Тандинським кожуунами. Район пов'язаний автодорогою федерального значення з Красноярським краєм.

## Корисні копалини
Територія кожууна багата на поклади золота, ртуті, коксівного вугілля. Каа-Хемське родовище вугілля розробляється відкритим способом. Сірка, а також попутна мідь та цинк є у Кизил-Ташському родовищі у басейні річки Улуг-О, однак його розробка та вивчення не планується.
Всі відомі родовища золота в басейні річки Тапса відпрацьовані на початку минулого століття, там залишились запаси золота на рівні 20-30 кілограм. Однак район річки Тапса та її притоків є перспективними для розвідки нових родовищ золота.
Розвідано кілька родовищ будівельних матеріалів: 1-ше Кизилське родовище гранітів для виробництва будівельних блоків, 2-ге кизилське та Боомське пісковиків для бутового каменю, Ондумське родовище вапняків для виробництва будівельного вапна, Сукпакське та «Світле» родовище суглинків для виробництва цегли, Еербекське та Кизилське родовище піску для виробництва бетону. Однак частина родовищ майже повністю відпрацьована.

## Ліси
Лісові ресурси Кизилського кожууна складають 276,7 тис. га або 32% площі кожууна. Запаси деревини складають 28031 тис. куб.м.

## Відпочинок, рекреація
Є постійно діючий курорт «Чеддер» з лікувально-столовими водами та грязями озера Хедер. Сезонно діє курорт «Уш-Бельдир» з кременистими термальними водами. На курорті також розвідані прісні води для господарсько-питного постачання, однак вони не використовуються. Солене озеро «Дус-Холь» — купання, лікування п'явками, грязями, у тому числі озеро Хадин. Лікувальне джерело аржаан «Кундустуг».